# Дворцовые конюшни (Петергоф)
Дворцовые конюшни (также Готические конюшни, Императорские конюшни) — комплекс исторических зданий в Петергофе. Построены в 1848—1855 гг. Объект культурного наследия федерального значения. Занимают квартал, ограниченный улицей Аврова (дом 2), Александрийским шоссе, Лихардовской улицей, Зверинской улицей.

## История
На месте, которое сейчас занимает комплекс, ещё с 1723 года располагался конюшенный двор. В 1846 году архитектор Н. Л. Бенуа получил императорский заказ на постройку нового Конюшенного двора. Работы по сносу старых строений (всего 8 зданий из дерева и булыжного камня) начались в 1847 году. Новые конюшни строились с 1848 по 1855 г. В общей сложности в конюшнях размещалось 328 лошадей. В состав комплекса входили манеж, конное ведомство, жилые дома для служащих, кузница, ветеринарная лечебница, каретная, сеновалы, кладовые для фуража.
После Октябрьской революции комплекс конюшен был передан санаторию «Петродворец» (были размещены спальные корпуса, столовая, водолечебница, процедурные кабинеты). После банкротства санатория не используется. Планируется размещение конно-спортивного клуба, в 2016 году обсуждался проект частичного перекрытия внутренних дворов стеклянными крышами.

## Архитектура
Комплекс имеет в плане форму трапеции. Внешне он имитирует английский готический замок с элементами стиля Тюдоров. По углам расположены 9 массивных башен (в их верхних этажах были помещения для царского конвоя). Огромный манеж в центральной части комплекса имел систему открытых деревянных стропил. В манеже была предусмотрена особая императорская ложа.
Кирпич для зданий был произведён на Знаменском кирпичном заводе. Стены в основном из неоштукатуренного кирпича, оштукатурены карнизы, наличники и парапет. Декор зданий разработан Т. Дыловым, терракотовые украшения — скульптором Д. Йенсеном. Чугунные детали были отлиты на заводе Берда.
Из-за Крымской войны финансирование было ограничено, поэтому не были реализованы некоторые планы архитектора: не был сооружён бассейн для купания лошадей, не была сооружена конная скульптурная группа П. К. Клодта перед манежем, не были изготовлены часы с колоколом, предназначавшиеся для средней башни.